# 山田平右エ門
山田 平右エ門（やまだ へいうえもん、1924年1月‐）は、日本の郷土史家である。八丈島の歴史を専門とする。
1924年1月、豊多摩郡（現新宿区）に生まれる。1941年9月、八丈島三根村書記補。1944年4月、東京都青年学校教員養成所入所。1945年7月、東京師管区歩兵第三補充隊入隊。同年9月、除隊。同年10月、八丈島公立中学校就任、以後島内の各中学校を歴任した。1982年3月、退職。

## 名前について
- 島民には平右エ門先生（へいえもんせんせい・へーえもんせんせー・へーもんせんせー）と「先生」付きで呼ばれる。島では島内の小学校、中学校、高校の教師を長く勤めた者を退職後も「先生」付きで呼ぶことが多い。
- 山田平右エ門（2010）の奥付には「平右エ門」とあるが、「エ」は「ェ」よりは大きく「エ」よりは小さく書くのが正しい。そのため使用可能なフォントが制限される環境では正しく表示できないことが多い。本人製作の名刺には「ェ」のフォントが使われている。

## 編著書
- 山田平右エ門（1992）『八丈島の戦史』サンケイ自費出版編集センター
- 山田平右エ門（1997）『戦時下の八丈島』八丈島老人クラブ連合会発行
- 山田平右エ門（2010）『消えていく島言葉 〜八丈語の継承と存続を願って〜』郁朋社

| スタブアイコン | サブスタブ | この項目は、まだ閲覧者の調べものの参照としては役立たない、人物に関連した書きかけの項目です。この項目を加筆・訂正などしてくださる協力者を求めています（P:人物伝/PJ:人物伝）。 |